# Zapadni gorila
Zapadni gorila (Gorilla gorilla) je kritično ugrožena vrsta i najbrojnija vrsta gorila. Vrsta se dijeli na dvije podvrste: zapadni nizinski gorila (G. g. gorilla) broji više jedinki, oko 95 000, dok riječni gorila (G. g. diehli) broji tek oko 250-300 jedinki.

## Odlike i ponašanje
Zapadni gorila je nešto svjetlijeg krzna od istočnih gorila i tijelo mu, osim lica, ruku, stopala i grudi, prekriva uglavnom tamno sivo krzno sa smeđim krznom na čelu. Mužjaci, koji sa starošću razvijaju srebrnoleđi pokrov, su mnogo veći od ženki koje u prosjeku teže oko 80 kg, te imaju visinu od oko 135 cm. Odrasli mužjaci istočnih gorila imaju visinu od oko 155 cm i teže oko 157 kg u zatočeništvu, dok u divljini imaju u prosjeku oko 146 kg. Riječni gorila i zapadni nizinski gorila se razlikuju u obliku lubanje i veličini zuba.
Zapadni gorila su biljojedi koji se uglavnom hrane velikim listovima, stabljikama, voćem, cvijećem, korom, beskralježnjacima i zemljom; što ovisi o pojedinačnim skupinama i godišnjem dobu. Najviše vole lokalno voće, a lišće i koru jedu samo kada im ono nije dostupno, što je obično od siječnja do ožujka. Od beskralježnjaka najviše se goste termitima, mravima, a rjeđe gusjenicama, crvima i larvama.
Zapadni gorila žive u stabilnim i čvrstim skupinama koje variraju u veličinama od dvije do 20 jedinki. Njih vode dominantni srebrnoleđi mužjak, dok mlađi mužjaci obično napuštaju skupinu čim dosegnu zrelost. Ženke prelaze u druge skupine kada postanu plodne, što je oko 8 ili 9 godine života. One skrbe za svoje potomstvo prvih 3 do 4 godine života. Dugo razdoblje gestacije i duga skrb za novorođenče, ali i velika stopa smrtnosti novorođenčadi, ih čini ranjivima i njihova populacija se teško oporavlja od krivolova. Ženke rađaju novo potomstvo tek svakih 6 do 8 godina. NZapadni gorila su dugovječni i u divljini mogu doživjeti 40 godina. Skupine obitavaju na prostorima do 30 km², ali ne brane strogo to područje.

## Ugroženost
Zapadni gorila je upisan na IUCN-ov crveni popis kritično ugroženih vrsta 2007. godine. Glavni krivac za pad njihove populacije je Ebola virus koji ja na nekim mjestima od 1992. godine pokosio 33% populacije, dok se pretpostavlja da je taj postotak oko 45% od 1992. do 2011. god. Krivolov, komercijalna sječa šuma i građanski ratovi u zemljama njihovih obitavališta su također prijetnja njihovom opstanku. Zbog jako spore reprodukcije od samo 3% godišnje, pretpostavlja se kako bi za oporavak populacije na brojku od prije 30 godina (koja je prema popisu u Zapadnoj Africi bila oko 100.000 jedinki) trebalo 75 godina.
Najugroženiji su riječni gorila, kojih ima tek oko 250-300 jedinki koji žive na 9- 11 malenih odvojenih područja, a koja su povezana sezonskim migracijama gorila. Vlada Kameruna je objavila veliki plan za očuvanje ovih gorila stvaranjem NP Takamanda na granici s Nigerijom gdje živi oko 115 jedinki.